# Lentini (stacja kolejowa)
Lentini (wł. Stazione di Lentini) – stacja kolejowa w Lentini, w prowincji Syrakuzy, w regionie Sycylia, we Włoszech. Stacja znajduje się na linii Mesyna – Syrakuzy.
Według klasyfikacji RFI ma kategorią brązową.

## Historia
Stacja Lentini została wybudowana przez Società Vittorio Emanuele i Società per le strade ferrate della Sicilia, znane również jako Rete Sicula. Była to część projektu połączenia Syrakuz z miastem i portem w Katanii, aby przekazywać produkty rolne, a zwłaszcza cytrusy z Niziny Katańskiej. Stacja została wybudowana na północnych obrzeżach miasta, w pobliżu Lago di Lentini i została otwarta 1 lipca 1869 wraz z otwarciem linii kolejowej ze stacji Catania Centrale. 19 stycznia 1871 został również połączona z Syrakuzami z otwarciem do ruchu ostatniego odcinka 57,8 km do stacji Siracusa.

## Linie kolejowe
- Mesyna – Syrakuzy